# Forspoken
Forspoken — компьютерная игра в жанре Action/RPG для Windows и PlayStation 5. Разработчиком проекта выступила студия Luminous Productions, а издателем — Square Enix.

## Геймплей
Forspoken представляет собой игру в открытом мире со свободным выбором перемещения по локациям. По словам руководителя проекта Такеши Арамаки, игровой процесс будет сосредоточен на «скоростном передвижении по местности». Представитель Square Enix также описал игру как «повествовательное приключение».
Главная героиня Forspoken, Фрей, владеет множеством магических заклинаний. После каждого боевого столкновения игрок будет зарабатывать очки опыта. Плащ Фрей можно улучшить, чтобы повысить боевую эффективность и характеристики персонажа. Также протагонистке можно нанести лак для ногтей, открывающий специальные способности. Помимо этого, игрок может создавать новые предметы или отдыхать в безопасных зонах, чтобы восстановить здоровье. Во время перемещения по миру Фрей будет периодически сталкиваться с т. н. «штормами», сценарием, похожим на режим орды, в котором Фрей будут атаковать «волны» демонических существ. Шторм заканчивается сражением с боссом.

## Сюжет
Сюжет игры посвящён Фрей Холланд (Элла Балинска) — жительнице Нью-Йорка, которая попадает в фантастический мир Атии. Во время путешествия она использует магические силы, чтобы найти дорогу домой. Атией управляют диктаторы — Танта Сила (Джанина Гаванкар) и Танта Праве (Поллианна Макинтош). В число других персонажей игры входят: разумный браслет Фрей Кафф (Джонатан Кейк), архивариус Джохеди (Кила Сеттл) и Оден (Моника Барбаро).

## Разработка
Forspoken — дебютный проект Luminous Productions — компании, сформированной из сотрудников, работавших над Final Fantasy XV. Рабочим названием игры было Project Athia. Одной из целей разработки игры является демонстрация графических возможностей приставки PlayStation 5, также она будет выпущена для Windows. Среди технологий, задействованных в игре, фигурируют трассировка лучей (для значительного визуального улучшения световых эффектов) и процедурная генерация (для создания крупномасштабных локаций). Релиз проекта был изначально запланирован на 24 мая 2022 года, однако Square Enix отложила его выпуск до 11 октября 2022 года, а затем до 24 января 2023 года.
В команду сценаристов игры входят Гэри Уитта, Эми Хенниг, Эллисон Раймер и Тодд Сташвик. Композиторами выступили Беар Маккрири и Гарри Шайман.

## Отзывы критиков
| Сводный рейтинг       | Сводный рейтинг |
| Агрегатор             | Оценка          |
| --------------------- | --------------- |
| Metacritic            | (PS5) 66/100    |
| OpenCritic            | 69/100          |
| «Критиканство»        | 52/100          |
| Иноязычные издания    |                 |
| Издание               | Оценка          |
| Destructoid           | 7/10            |
| Edge                  | 6/10            |
| Game Informer         | 7,5/10          |
| GamePro               | 65/100          |
| GameSpot              | 5/10            |
| GamesRadar+           | [ 21 ]          |
| GameStar              | 67/100          |
| Hardcore Gamer        | 2/5             |
| IGN                   | 6/10            |
| Jeuxvideo.com         | 16/20           |
| PC Gamer (UK)         | 65/100          |
| RPGFan                | 80/100          |
| Shacknews             | 6/10            |
| VG247                 | [ 29 ]          |
| WorthPlaying          | 6,9/10          |
| Русскоязычные издания |                 |
| Издание               | Оценка          |
| GoHa.Ru               | C               |
| PlayGround.ru         | 6,5/10          |
| StopGame.ru           | «Мусор»         |

Forspoken получила смешанные отзывы, согласно агрегатору рецензий Metacritic.
Грейсон Морли с сайта Polygon отметил что игра с самого её начала кажется непреднамеренно «абсурдной». Генри Стокдейл из Eurogamer отметил что игра из-за своих «взлётов и падений» подойдёт не каждому.
Несмотря на ограниченный успех в продажах, президент Square Enix Ёсукэ Мацуда признал, что продажи игры были весьма слабыми, ссылаясь на смешанные рецензии профессиональных изданий. В результате коммерческого провала Forspoken студия-разработчик Luminous Productions была расформирована и поглощена материнской компанией Square Enix. Сам Мацуда покинет должность президента Square Enix к концу 2023 года на фоне финансовых неудач компании.